# 賓士先生 (電視劇)
《賓士先生》（英語：Mr. Mercedes）是一部改編自作家史蒂芬·金的比爾·霍吉斯（Bill Hodges）三部曲（包括《賓士先生》、《誰找到就是誰的》以及《我們還沒玩完》）的美國犯罪電視劇。影集於2017年8月9日在Audience (TV network)播出。本影集由大衛·E·凱利開發、布蘭頓·葛利森及哈利·崔德威主演。2017年10月，Audience續訂本劇共10集的第二季 ，並於2018年8月22日首播。

## 劇情簡介
退休警探比爾·霍吉斯仍為未解決的「賓士先生」一案感到焦慮不安。「賓士先生」開著一台偷來的賓士車直接衝撞在當地招聘會排隊的求職者，造成16人死傷。同時，真正的「賓士先生」，年輕又傑出的的精神變態布雷迪·哈茲菲爾德再次出現並企圖博取霍吉斯的注意，兩人在網路上開始的貓抓老鼠遊戲很快的造成現實世界中的致命後果，使得孤注一擲的哈茲菲爾德決心在世界上留下他的記號。

## 演員與角色

### 主要角色
- 布蘭頓·葛利森 飾演 科米·威廉·「比爾」·霍吉斯(Kermit William "Bill" Hodges)

一名退休警探，患有酒癮。在收到「賓士先生」的挑釁後決心逮到他。在成功逮捕布雷迪後與荷莉合夥創辦私人調查機構「誰找到就是誰的」。在布雷迪成為植物人期間，他天天去探望他，也成為第一個察覺醫院發生異狀的人。布雷迪死後參加露的謀殺判決並出庭作證，並與蒙特茲達成協議而開始調查約翰·羅斯史坦的謀殺案。
- 哈利·崔德威 飾演 布雷迪·哈茲菲爾德(Brady Hartsfield)

又名「賓士先生」，為一名在3C用品店上班，開車冰淇淋車兜售的青年，為一名與母親黛博拉具不正常親密關係的精神變態者。為開車衝撞招聘會、造成奧莉薇亞自殺、珍妮及黛博拉之死以及露的刺殺的罪魁禍首。在意外讓黛博拉死亡而決心放手一搏，要在文藝活動引爆炸彈，但即時被霍吉斯、荷莉以及傑洛姆阻止。被荷莉打成植物人後在被巴比諾夫婦注射非法藥物而逐漸脫離植物人狀態並得到以電子產品控制他人行為的能力，在控制艾爾刺殺霍吉斯未果後自行從醫院離開，入侵巴比諾夫婦的家並對兩人表示他有悔意，意圖在法院上獲得減刑，但最後被露以預藏的3D列印塑膠手槍一槍斃命。
- 凱莉·林區（英语：Kelly Lynch） 飾演 黛博拉·哈茲菲爾德(Deborah Hartsfield)(第一季)

布雷迪酗酒的母親，最後因誤食布雷迪打算用來屠殺鄰居家的狗而下毒的漢堡肉而毒發身亡。
- 賈雷爾·傑洛姆（英语：Jharrel Jerome） 飾演 傑洛姆·羅賓森(Jerome Robinson)

霍吉斯僱用來割草皮的人，為一名性格爽朗，精通電腦的青少年。第二季時從哈佛大學返家，並因不喜歡哈佛的氣氛而拒絕返校。
- 史考特·勞倫斯（英语：Scott Lawrence） 飾演 彼得·迪克森(Peter Dixon)(第一季～第二季)

一名警探，為霍吉斯的前搭檔，最後意外在霍吉斯家死亡。
- 勞勃·史丹頓（英语：Robert Stanton (actor)） 飾演 安東尼·「羅比」·佛比舍(Anthony "Robi" Frobisher) (第一季)
- 布莉妲·鄔爾（英语：Breeda Wool） 飾演 露·林克雷特(Lou Linklatter)

一名女同性戀，布雷迪在3C商店的同事兼死黨，在藝文活動認出易容的布雷迪而遭其刺殺，但被霍吉斯發現而保住一命。第二季康復後仍受布雷迪造成的心理創傷影響，最後在法院作證時掏出預藏的3D列印塑膠手槍將布雷迪一槍爆頭。殺死布雷迪後入監並參加各種判決，身心遭到曠日費時的判決與腦中布雷迪的幻影折磨，之後在霍吉斯與荷莉的證詞下獲得緩刑。
- 潔絲汀·羅佩（英语：Justine Lupe） 飾演 荷莉·吉卜尼(Holly Gibney)

珍妮具強迫症及情緒障礙的表妹，之後成為霍吉斯的調查夥伴，在布雷迪打算在文藝活動引爆炸彈時及時趕到並用霍吉斯送她雕像將布雷迪打成植物人。第二季時與霍吉斯共同開了一家私家調查機構「誰找到就是誰的」，為合夥人兼調查員之一。布雷迪死後作為證人被傳喚上露的謀殺判決作證，其證詞使得法官與陪審團決定讓露獲得緩刑。
- 瑪莉-露易斯·帕克 飾演 珍妮兒·「珍妮」·派特森(Janelle "Janey" Patterson) (第一季)

奧莉薇亞·崔洛尼的妹妹，她鼓勵霍吉斯去調查賓士先生，進而愛上了他。最後意外遭到布雷迪使用裝置在霍吉斯車內的遙控炸彈炸死。
- 霍蘭·泰勒 飾演 艾達·希爾沃(Ida Silver)

本劇原創角色，霍吉斯的鄰居，在一所中學任教，彼得與莫瑞斯都是她的學生，而她也是莫瑞斯愛上閱讀羅斯史坦作品的開端。
- 傑克·休斯頓 飾演 菲利克斯·巴比諾(Felix Babineau) (第二季)

布雷迪的主治醫生。
- 麥斯希姆諾·赫南德茲 飾演 安東尼奧·蒙特茲(Antonio Montez) (第二季)

一名地方助理檢察官。
- 泰莎·費雷爾（英语：Tessa Ferrer） 飾演 柯拉·巴比諾(Cora Babineau) (第二季)

菲利克斯·巴比諾醫生的妻子，一間大型製藥公司營銷部門的領袖。說服巴比諾醫生對布雷迪施打非法實驗藥物進行人體實驗，因而促使布雷迪從植物人狀態恢復。
- 拉米安·紐頓 飾演 彼得·索伯斯(Pete Saubers) (第三季)

一名高中生，父親因布雷迪蓄意衝撞而殘廢。
- 蓋布瑞·艾伯特（英语：Gabriel Ebert） 飾演 莫瑞斯·貝拉米(Morris Bellamy) (第三季)

一名聰明絕頂但暴力瘋狂的文學迷。

### 常設角色
- 安·庫薩克（英语：Ann Cusack） 飾演 奧莉薇亞·崔洛尼(Olivia Trelawney) (第一季)

一名富有的女人，賓士先生用來犯下衝撞殺人案的賓士車的車主。因為布雷迪發送的郵件以及媒體輿論壓力下自殺身亡。
- 凱瑟琳·休斯頓 飾演 伊莉莎白·瓦爾頓(Elizabeth Wharton) (第一季)

奧莉薇亞與珍妮的母親。
- 南希·崔維斯 飾演 唐娜·霍吉斯(Donna Hodges)

霍吉斯的前妻。
- 瑪凱拉·萊夏克 飾演 芭芭拉·羅賓森(Barbara Robinson)

傑洛姆的妹妹。
- 維吉妮亞·庫爾 飾演 賽蒂·麥當勞(Sadie McDonald)  (第二季)

負責照顧布雷迪的護士，患有輕微癲癇。被布雷迪使用超能力操控，最後在布雷迪的意志下被迫跳樓自殺身亡。
- 麥克·史達 飾演 圖書館員艾爾(Library Al)  (第二季)

負責為病人分配圖書的醫院員工，與賽蒂同樣患有輕微癲癇。
- 布雷特·吉爾曼 飾演 羅蘭·芬克斯坦(Rolan Finklestein)  (第三季)

一名聰明且熱情的辯護檢察官，負責在盧的謀殺判決上為她辯護。
- 娜塔莉·保羅 飾演 莎拉·佩斯(Sarah Pace)  (第三季)

一名在盧的案子上控告她的地方助理檢察官，認為這是在追求正義。
- 布魯斯·鄧恩 飾演 約翰·羅斯史坦(John Rothstein)  (第三季)

一名隱居在俄亥俄州布里奇頓的暢銷作家。
- 凱特·莫格魯 飾演 艾瑪·蓮恩(Alma Lane)  (第三季)

一名居住於布里奇頓的女性，自莫瑞斯13歲開始持續與其發生性關係。
- 梅格·錢伯斯·斯蒂德爾 飾演 丹妮兒·史威尼(Danielle Sweeney)  (第三季)

莫瑞斯的女友。

## 集數
| 季數 | 集数 | 集数 | 首播日期      | 首播日期       |
| 季數 | 集数 | 集数 | 首映          | 季终           |
| ---- | ---- | ---- | ------------- | -------------- |
| 1    | 10   | 10   | 2017年8月9日  | 2017年10月11日 |
| 2    | 10   | 10   | 2018年8月22日 | 2018年10月24日 |
| 3    | 10   | 10   | 2019年9月10日 | 2019年11月12日 |

### 第一季（2017）
| 總集數 | 集數 （季） | 標題                                                              | 導演             | 編劇            | 首播日期       |
| ------ | ----------- | ----------------------------------------------------------------- | ---------------- | --------------- | -------------- |
| 1      | 1           | 試播集 Pilot                                                      | 傑克·本德        | 大衛·E·凱利     | 2017年8月9日   |
| 2      | 2           | 在你的記號上 On Your Mark                                         | 傑克·本德        | 大衛·E·凱利     | 2017年8月16日  |
| 3      | 3           | 多雲，有機率發生混亂 Cloudy, With a Chance of Mayhem              | 約翰·大衛·科爾斯 | 艾美·賀姆       | 2017年8月23日  |
| 4      | 4           | 隕落之神 Gods Who Fall                                            | 傑克·本德        | 丹尼斯·勒翰     | 2017年8月30日  |
| 5      | 5           | 自殺時刻 The Suicide Hour                                         | 傑克·本德        | 布萊恩·戈爾波夫 | 2017年9月6日   |
| 6      | 6           | 雨中的人們 People in the Rain                                     | 傑克·本德        | 丹尼斯·勒翰     | 2017年9月13日  |
| 7      | 7           | 威洛湖 Willow Lake                                                | 傑克·本德        | 丹尼斯·勒翰     | 2017年9月20日  |
| 8      | 8           | 來自灰燼中 From the Ashes                                         | 蘿拉·英尼斯      | 布萊恩·戈爾波夫 | 2017年9月27日  |
| 9      | 9           | 冰淇淋，你尖叫，我們全都尖叫 Ice Cream, You Scream, We All Scream | 凱文·霍克斯      | 布萊恩·戈爾波夫 | 2017年10月4日  |
| 10     | 10          | 胡言亂語，今晚吃雞 Jibber-Jibber Chicken Dinner                   | 傑克·本德        | 丹尼斯·勒翰     | 2017年10月11日 |

### 第二季（2018）
| 總集數 | 集數 （季） | 標題                                                          | 導演        | 編劇                                      | 首播日期       |
| ------ | ----------- | ------------------------------------------------------------- | ----------- | ----------------------------------------- | -------------- |
| 11     | 1           | 想死你了 Missed You                                           | 傑克·本德   | 丹尼斯·勒翰                               | 2018年8月22日  |
| 12     | 2           | 我們去漫遊吧 Let's Go Roaming                                 | 傑克·本德   | 大衛·E·凱利                               | 2018年8月29日  |
| 13     | 3           | 現在你可以回家了 You Can Go Home Now                          | 傑克·本德   | 麥克·巴提斯提克                           | 2018年9月5日   |
| 14     | 4           | 主機板 Motherboard                                            | 傑克·本德   | 珊曼莎·史崔頓                             | 2018年9月12日  |
| 15     | 5           | 開始吧 Andale                                                 | 彼得·韋勒   | 艾莉希絲·迪恩&蘇菲·歐文斯-本德            | 2018年9月19日  |
| 16     | 6           | 接近 Proximity                                                | 蘿拉·英尼斯 | 布萊恩·戈爾波夫&艾莉希絲·迪恩             | 2018年9月26日  |
| 17     | 7           | 跌入黑暗時日 Fell On Black Days                               | 傑克·本德   | 珊曼莎·史崔頓&麥克·巴提斯提克&丹尼斯·勒翰 | 2018年10月3日  |
| 18     | 8           | 沒人把布雷迪關進克萊斯特摩爾 Nobody Puts Brady in a Crestmore | 傑克·本德   | 珊曼莎·史崔頓&麥克·巴提斯提克&丹尼斯·勒翰 | 2018年10月10日 |
| 19     | 9           | 像個男子漢般行走 Walk Like a Man                              | 傑克·本德   | 丹尼斯·勒翰&大衛·E·凱利                   | 2018年10月17日 |
| 20     | 10          | 消逝在藍色中 Fade to Blue                                     | 傑克·本德   | 大衛·E·凱利&強納森·沙皮洛                 | 2018年10月24日 |

### 第三季（2019）
| 總集數 | 集數 （季） | 標題                                | 導演          | 編劇                      | 首播日期       |
| ------ | ----------- | ----------------------------------- | ------------- | ------------------------- | -------------- |
| 21     | 1           | 好心沒好報 No Good Deed             | 傑克·本德     | 大衛·E·凱利               | 2019年9月10日  |
| 22     | 2           | 瘋狂 Madness                        | 傑克·本德     | 大衛·E·凱利&強納森·沙皮洛 | 2019年9月17日  |
| 23     | 3           | 喪愛 Love Lost                      | 傑克·本德     | 大衛·E·凱利&強納森·沙皮洛 | 2019年9月24日  |
| 24     | 4           | Trial and Terror 嘗試錯誤           | 傑克·本德     | 大衛·E·凱利&強納森·沙皮洛 | 2019年10月1日  |
| 25     | 5           | 巨大火球 Great Balls of Fire        | 蘿拉·英尼斯   | 大衛·E·凱利&強納森·沙皮洛 | 2019年10月8日  |
| 26     | 6           | 從壞到更壞 Bad to Worse             | 傑克·本德     | 大衛·E·凱利&強納森·沙皮洛 | 2019年10月15日 |
| 27     | 7           | 開始的結束 The End of the Beginning | 傑克·本德     | 大衛·E·凱利&強納森·沙皮洛 | 2019年10月22日 |
| 28     | 8           | 你媽死翹翹 Mommy Deadest            | 麥可·J·里奧尼 | 大衛·E·凱利&強納森·沙皮洛 | 2019年10月29日 |
| 29     | 9           | 緊要關頭 Crunch Time                | 傑克·本德     | 大衛·E·凱利&強納森·沙皮洛 | 2019年11月5日  |
| 30     | 10          | 燃燒的人 Burning Man                | 傑克·本德     | 大衛·E·凱利&強納森·沙皮洛 | 2019年11月12日 |

## 製作

### 開發
2015年，聲納娛樂買下史蒂芬·金小說《賓士先生》的螢幕翻拍權，意圖將其開發為一齣有限影集。大衛·E·凱利將為影集編劇，而傑克·本德將會執導影集。執行製作人被期待是凱利、本德、馬蒂·波溫、維克·戈佛雷以及吉因·史坦恩。參與本影集的製作公司包含山頂娛樂以及聲納娛樂。
2016年5月25日，宣布Audience預定第一季共10集製作。上述已宣布的創意團隊仍被期待參與影集製作。除了編劇與進行執行製作外，大衛·E·凱利宣布他將會成為影集的節目統籌。另宣布新增的執行製作人包含克里斯多夫·隆、巴特·彼得斯、珍娜·葛雷吉爾以及湯姆·派翠西亞。2017年5月11日，宣布影集將於2017年8月9日首播。
2017年10月10日，Audience續訂第二季共10集，將改編自比爾·霍吉斯三部曲的三本小說：《賓士先生》、《誰找到就是誰的》以及《我們還沒玩完》。2018年4月15日，宣布第二季將於2018年8月22日首播。

### 選角
在宣布預定影集後，布蘭頓·葛利森與安東·葉爾欽確定演出兩名主角。由於2016年6月葉爾欽的意外身亡，劇組宣布他的角色改由哈利·崔德威飾演。 2016年12月，宣布凱莉·林區與安-瑪格莉特加入劇組。 2017年1月，報導指出賈雷爾·傑洛姆、潔絲汀·羅佩、布莉妲·鄔爾、史考特·勞倫斯、勞勃·史丹頓以及安·庫薩克 加入主要演員，而瑪莉-露易斯·帕克飾演常設角色，安-瑪格莉特的角色因其家人生病而改由霍蘭·泰勒飾演。於2017年4月25日，報導指出史蒂芬·金將在影集中客串。
2018年1月，宣布傑克·休斯頓、麥斯希姆諾·赫南德茲以及泰莎·費雷爾將在第二季飾演常規角色。

### 攝影
2017年2月，第一季的主要攝影工作於南卡羅萊納州查爾斯頓開始。當月，劇組在城市的Wagner Terrace區以及Upper King街上的Little Jack's Tavern餐廳進行攝影。第一季在2017年5月末殺青。
2018年1月，Audience宣布第二季將在下個月在南卡羅萊納州開始製作。

## 發行

### 行銷
2017年5月8日，Audience釋出了一系列的影集照片 。1017年6月5日，Audience釋出一隻影集的幕後花絮影片，其中收錄了劇組與卡司的訪談。隔日則釋出第一支前導預告。月末時，Audience釋出一組影集主要演員的宣傳照片。
2018年7月19日，本劇在加州聖地牙哥的聖地牙哥國際漫畫展舉行小組訪談以宣傳第二季。該訪談包含執行製作人兼導演傑克·本德以及影集演員傑克·休斯頓、麥斯希姆諾·赫南德茲、布莉妲·鄔爾、潔絲汀·羅佩以及南希·崔維斯。208年7月30日，釋出第二季的正式預告。

### 播放
本劇於愛爾蘭RTÉ1、波蘭Canal+以及英國Starzplay播放。

## 反響

### 評價
《賓士先生》第一季獲得影評人的好評，爛番茄根據27條評論具有85%新鮮度以及平均得分6.28/10。該網站影評人的共識是「《賓士先生》以機智的對話、強勁的角色以及恐怖的驚喜來推動其緊張而詭異的劇情」。 而在Metacritic上基於17名影評人則具有71/100分的分數，顯示其為「廣泛好評」。

### 獲獎與提名
| Year | Award  | Category         | Nominee(s)   | Result | Ref.          |
| ---- | ------ | ---------------- | ------------ | ------ | ------------- |
| 2018 | 土星獎 | 最佳動作驚悚影集 | 《賓士先生》 | 提名   | [ 36 ] [ 37 ] |

## 備註
1. ↑  Some releases (e.g. the Starz Play version) credit Dennis Lehane as the sole writer of this episode.

## 外部連結
- 官方网站
- 互联网电影数据库（IMDb）上《賓士先生》的资料（英文）